# Colin Ireland
Colin Ireland (16 de marzo de 1954 - 21 de febrero de 2012) fue un asesino en serie británico, conocido como el "Asesino Gay", ya que asesinaba a hombres gay.
Nacido en Dartford, Kent, quien tenía condenas por robo en sus veinte años, decidió convertirse en asesino en serie como una resolución de año nuevo a comienzos de 1993. Ese año, mientras vivía en Southend, comenzó a frecuentar el pub The Coleherne, un pub gay en el oeste de Londres. Era conocido como un lugar donde los hombres cruzaban parejas sexuales y vestían pañuelos de colores que indicaban su papel preferido. Ireland solicitaba a hombres a quienes les gustaba el papel pasivo y sadomasoquismo, así él podría contenerlos, ya que inicialmente creían que era un juego sexual. Cometió un total de cinco asesinatos entre marzo y junio de 1993.
Ireland dijo ser heterosexual, se había casado y que simulaba ser gay sólo para hacerse amigo de las víctimas potenciales. Se desconoce si los asesinatos de Ireland fueron motivados sexualmente. Ireland era muy organizado: llevaba un kit completo de cuerda y esposas y un cambio de ropas para cada asesinato. Después de asesinar a la víctima, limpiaba el lugar para suprimir cualquier evidencia forense que lo vinculara con la escena y se quedaba allí hasta la mañana para evitar sospechas por irse a la mitad de la noche. 
Fue detenido en julio de 1993 y condenado a cadena perpetua por los asesinatos en diciembre. Permaneció encarcelado hasta su fallecimiento de muerte natural en febrero de 2012, a los 57 años.